# Восточно-балтийская раса
Восточно-балтийская раса — малая раса (антропологический тип) большой европеоидной расы, выделявшаяся некоторыми антропологами первой половины XX в. Позже восточно-балтийский тип иногда выделялся сторонниками популяционной классификации рас.

## Рождение и употребление термина
Термин «восточно-балтийская раса» был введён финско-шведским антропологом Р. Норденстренгом в 20-х гг. XX в.
Термин использовался, в частности, немецким расовым теоретиком Хансом Гюнтером, шведским антропологом Б. Лундманом и американским антропологом К. Куном. Аналогичный антропологический тип, но под названием «восточноевропейский» выделялся И. Деникером и Э. фон Эйкштедтом.
В дальнейшем термин иногда использовался в работах советских антропологов, придерживавшихся популяционной концепции расы: в классификации В. П. Алексеева (1974) присутствует «восточнобалтийская группа популяций», в классификации М. Г. Абдушелишвили (1990) — «восточнобалтийский тип».

## Характерные признаки и распространение

### В типологических классификациях

#### Согласно классификации К. Куна
В классификации К. Куна (1939) восточнобалтийским типом (англ. East Baltic) называется один из современных вариантов ладожского типа. Это редуцированный тип борребю с древней ладожской и нордической примесями. Обнаруживается главным образом в северо-восточной Германии, Польше, странах Балтии и Финляндии.

#### Согласно классификации Г. Ф. Дебеца
Этот тип также выделялся советским антропологом Г. Ф. Дебецом (1958) как часть балтийской расы. Он связан с субуральским и лапоноидным типами.

### В популяционных классификациях
В классификации В. П. Алексеева восточнобалтийская группа популяций характеризуется следующими признаками:
- цвет волос — светлый
- цвет глаз — светлый
- рост волос на груди и лице у мужчин — сильный
- длина тела — большая
- форма головы —  мезо- или брахикефальная
- ширина лица — средняя
- форма носа — прямая[5]

Восточнобалтийская группа популяций охватывает население Финляндии, стран Прибалтики и России.
По Н. Н. Чебоксарову характерны: светлые волосы, светлые глаза, курносый нос, прямые волосы, низкий рост. Отличается от беломорского типа большей брахикефалией и отсутствием бороды.